# Thurnen (Berna)
Thurnen é uma comuna da Suíça, situada no distrito administrativo de Berna-Mittelland, no cantão de Berna. Tem 5,95 km² de área e sua população em 2018 foi estimada em 1.973 habitantes.
Foi criada em 1 de janeiro de 2020, a partir da fusão das antigas comunas de Kirchenthurnen, Lohnstorf e Mühlethurnen.